# Loop In My Heart/HEY!
「Loop In My Heart / HEY!」（ループ イン マイ ハート / ヘイ）は、日本の音楽グループであるm-floの19thシングル。m-flo loves EMYLI & YOSHIKA「Loop In My Heart」とm-flo loves Akiko Wada「HEY!」の両A面シングルである。2005年7月13日発売。

## 解説

### Loop In My Heart
- 17thシングル「let go」でフィーチャリングしたYOSHIKAと、18thシングル「DOPAMINE」でフィーチャリングしたEMYLIとLovesしている。
- dwango いろメロミックス CMタイアップソング

### HEY!
- m-floのどちらかの発案で和田アキ子にコラボレーションをオファー。
- 和田アキ子の楽曲「夏の夜のサンバ」「バイバイアダム」「卒業させてよ」をサンプリングしたファンキーチューン。
- m-floは、この曲で2005年、『第56回NHK紅白歌合戦』に白組からm-flo loves Akiko Wadaとして初出場した。
- TBS系野球中継『野球烈闘2005』テーマ曲、『MLB主義』エンディング曲。2020年以降、同系列の『ザ・ベストワン』のテーマ曲にも起用。
- TBS系『アッコにおまかせ!』の番組内にて、この曲の製作現場の一部が放送された。
- オリコンシングルチャートで、和田アキ子は、「夜明けの夢」の10位以来33年6ヶ月ぶりのTOP10入りとなった[1]。
- 2023年の埼玉西武ライオンズホームゲームでの試合開始時の選手送り出しの出囃子としてインストバージョンが使用されていた。

## 収録曲
1. Loop In My Heart / m-flo loves EMYLI & YOSHIKA [5:11]
2. HEY! / m-flo loves Akiko Wada [5:02]
3. let go -Reggae Disco Rockers Remix- / m-flo loves YOSHIKA [6:32]
4. Loop In My Heart (Instrumental) / m-flo loves EMYLI & YOSHIKA [5:11]
5. HEY! (Instrumental) / m-flo loves Akiko Wada [5:00]
6. let go -Reggae Disco Rockers Remix- (Instrumental) / m-flo loves YOSHIKA [6:33]